# Syzygium spissum
Syzygium cordifolium là một loài thực vật thuộc họ Myrtaceae. Đây là loài đặc hữu của Sri Lanka.